# Treasure (entreprise)
Pour les articles homonymes, voir Treasure.
 (décembre 2008).
Si vous disposez d'ouvrages ou d'articles de référence ou si vous connaissez des sites web de qualité traitant du thème abordé ici, merci de compléter l'article en donnant les références utiles à sa vérifiabilité et en les liant à la section « Notes et références ».
Treasure Co., Ltd. (株式会社トレジャー, Kabushiki-gaisha Torejā) est une société japonaise de développement de jeu vidéo, fondée par d'anciens employés de Konami le 19 juin 1992 à Tokyo.

## Historique

### Avant la fondation de Treasure
Les employés de Treasure n'ont jamais été une vraie équipe au sein de Konami. Ils étaient pour la plupart assez jeunes, n'étaient dans l'entreprise que depuis deux ou trois ans, et pas plus de quatre d'entre eux ont travaillé sur des jeux Konami[réf. nécessaire].
Les membres fondateurs venaient de diverses équipes de développement de Konami Tokyo, les plus remarquables étant les équipes derrière les jeux Bucky O'hare en arcade et sur NES. L'équipe responsable de la version arcade incluait :
- Hiroshi Iuchi, primary background artist pour la plupart des premiers travaux de Treasure, directeur de Radiant Silvergun et Ikaruga ;
- Norio Hanzawa (alias NON), primary music composer ;
- Tetsuhiko Kikuchi (alias Han), enemy character designer.

L'équipe responsable du jeu NES (qui était entièrement différent) incluait :
- Masato Maegawa, directeur général (CEO) et fondateur ;
- Kaname Shindoh, graphic designer ;
- Hideyuki Suganami, programmeur ;
- Kouichi Kimura, graphic designer.

Lors de la formation de Treasure, il y avait autour de vingt employés, nombre qui n'a augmenté que légèrement pour arriver à une trentaine d'employés (bien que Treasure travaillent avec beaucoup de freelances)[réf. nécessaire].
Contrairement à ce qui est souvent affirmé, aucun employé n'a été impliqué de manière significative dans le développement de Contra: Hard Corps, ou Tiny Toon Adventures: Buster Busts Loose!. Cependant, de un à trois employés ont travaillé sur les jeux de Konami suivants[réf. nécessaire] :
- Quarth (Arcade)
- Aliens (Arcade)
- Axelay (SNES)
- Bucky O'Hare (Arcade, NES)
- The Castlevania Adventure (Game Boy)
- Castlevania II: Belmont's Revenge (Game Boy)
- Contra (Game Boy)
- Contra III: The Alien Wars (SNES)
- Rocket Knight Adventures (Mega Drive)
- Rollergames (NES)
- The Simpsons: Arcade Game (Arcade)
- Super Castlevania IV (SNES)
- Tiny Toon Adventures: Babs' Big Break (Game Boy)

### Après la fondation
Treasure est connu pour ses jeux d'action intenses et sa politique en matière de conception, consistant à prendre les éléments de base d'un genre, et d'innover aussi bien sur le plan de la jouabilité, que sur le plan du level design.
Une des spécificités des jeux de Treasure se trouve aussi dans les Boss-Level, représentant très souvent l'intérêt central du jeu.
Les jeux de Treasure sont très similaires à ceux qu'ils ont produit à leurs débuts. Tandis que leurs premiers jeux étaient considérés comme très avant-gardistes, et félicités pour leurs innovations et graphismes poussant le matériel à ses limites, leurs derniers jeux sont perçus comme démodés ou « rétro », tout en étant généralement bien accueillis par les critiques et un public plus averti[réf. nécessaire].

## Jeux développés
- Gunstar Heroes (1993, Mega Drive)
- McDonald's Treasure Land Adventure (1993, Mega Drive)
- Dynamite Headdy (1994, Game Gear, Mega Drive)
- Yu Yu Hakusho: Sunset Fighters (1994, Mega Drive)
- Alien Soldier (1995, Mega Drive)
- Light Crusader (1995, Mega Drive)
- Guardian Heroes (1996, Saturn)
- Mischief Makers (1997, Nintendo 64)
- Silhouette Mirage (1997, Saturn)
- Radiant Silvergun (1998, Saturn, STV)
- Silhouette Mirage (1998, PlayStation)
- Bangai-O (1999, Dreamcast, Nintendo 64)
- Rakugaki Showtime (1999, PlayStation)
- Silpheed: The Lost Planet (2000, PlayStation 2)
- Sin and Punishment (2000, Nintendo 64)
- Freak Out / Stretch Panic (2001, PlayStation 2)
- Ikaruga (2001, Dreamcast, Naomi)
- Tiny Toon Adventures: Buster's Bad Dream (2002, GBA)
- Victorious Boxers (2002, Game Boy Advance)
- Astro Boy: Omega Factor (2003, Game Boy Advance)
- Dragon Drive D-Masters Shot (2003, GameCube)
- Ikaruga (2003, GameCube)
- Wario World (2003, GameCube)
- Advance Guardian Heroes (2004, Game Boy Advance)
- Gradius V (2004, PlayStation 2)
- Gunstar Future Heroes (2005, Game Boy Advance)
- Bleach: The Blade of Fate (2006, Nintendo DS)
- Bleach: Dark Souls (2007, Nintendo DS)
- Bangai-O Spirits (2008, Nintendo DS)
- Bleach: Versus Crusade (2008, Wii)
- Ikaruga (2008, Xbox 360, Xbox Live Arcade)
- Sin and Punishment: Successor of the Skies (2009, Wii)
- Bangai-O HD Missile Fury (2010, Xbox 360, Xbox Live Arcade)
- Radiant Silvergun (2011, Xbox 360, Xbox Live Arcade)
- Guardian Heroes (2011, Xbox 360, Xbox Live Arcade)

### Annulés
- GunBeat
- Tiny Toon Adventures: Defenders of the Universe